# The Adventures of the Hersham Boys
The Adventures of the Hersham Boys är ett musikalbum av Sham 69 som släpptes 1979.

## Låtlista
Samtliga låtar skrivna av Jimmy Pursey och Dave Parsons, om annat inte anges.
1. "Money" - 3:13
2. "Fly Dark Angel" - 3:03
3. "Joey's on the Street Again" - 3:04
4. "Cold Blue in the Night" (Treganna) - 2:47
5. "You're a Better Man Than I" (Hug) - 3:10
6. "Hersham Boys" - 4:46
7. "Lost on Highway 46" - 3:35
8. "Voices" (Goldstein/Pursey) - 2:52
9. "Questions and Answers" - 3:14
10. "What Have We Got" - 2:54

Till den första upplagan av skivan följde det med en bonus 12", som innehåll extra långa versioner av "Borstal Breakout" och "If the Kids are United".